# Канова-Говернати-Виљијено (Бјела)
Канова-Говернати-Виљијено је насеље у Италији у округу Бијела, региону Пијемонт.
Према процени из 2011. у насељу је живело 96 становника. Насеље се налази на надморској висини од 721 м.